# 7 Years
"7 Years" em português: 7 anos é uma canção da banda dinamarquesa Lukas Graham, contida em seu álbum homônimo (conhecido como Blue Album) de 2015. Foi composta por seu vocalista, Lukas Forchhammer, em conjunto com Stefan Forrest, Morten Ristorp e Morten Pilegaard, que encarregaram-se de sua produção — com Forrest e Morten sendo creditados como Future Animals e Pilegaard como Pilo. O seu lançamento, inicialmente para a Dinamarca, ocorreu em 18 de setembro de 2015 através da gravadora Copenhagen, servindo como o terceiro single do álbum. A faixa também está presente na versão lançada pela Warner Bros. nos Estados Unidos. O tema está presente na trilha sonora da telenovela Haja Coração (2016).

## Faixas e formatos
| Download digital |           |         |  |
| N.º              | Título    | Duração |  |
| 1.               | "7 Years" | 3:57    |  |

## Desempenho nas tabelas musicais

### Posições
| Tabela musical (2015–16)                               | Melhor posição |
| ------------------------------------------------------ | -------------- |
| África do Sul (Entertainment Monitoring Africa)        | 6              |
| Alemanha (Media Control Charts)                        | 6              |
| Austrália (ARIA Charts)                                | 1              |
| Áustria (Ö3 Austria Top 40)                            | 1              |
| Bélgica (Ultratop 50 de Flandres)                      | 1              |
| Bélgica (Ultratop 40 da Valônia)                       | 4              |
| Canadá (Canadian Hot 100)                              | 1              |
| Coreia do Sul (Gaon Music Chart)                       | 63             |
| Croácia (Croatian Airplay Radio Chart)                 | 1              |
| Dinamarca (Tracklisten)                                | 1              |
| Escócia (The Official Charts Company)                  | 1              |
| Eslováquia (IFPI Slovenská Republika)                  | 3              |
| Espanha (Productores de Música de España)              | 5              |
| Estados Unidos (Billboard Hot 100)                     | 2              |
| Estados Unidos (Pop Songs)                             | 1              |
| Estados Unidos (Adult Pop Songs)                       | 1              |
| Estados Unidos (Hot Adult Contemporary Tracks)         | 8              |
| Estados Unidos (Rock Airplay)                          | 24             |
| Finlândia (IFPI Finlândia)                             | 5              |
| França (Syndicat National de l'Édition Phonographique) | 5              |
| Hungria (Magyar Hanglemezkiadók Szövetsége)            | 3              |
| Irlanda (Irish Recorded Music Association)             | 1              |
| Israel (Media Forest)                                  | 2              |
| Itália (Federazione Industria Musicale Italiana)       | 1              |
| Luxemburgo (Luxembourg Digital Songs)                  | 2              |
| México (Mexico Airplay)                                | 31             |
| Noruega (VG-lista)                                     | 4              |
| Nova Zelândia (NZ Top 40 Singles)                      | 1              |
| Países Baixos (MegaCharts)                             | 3              |
| Polônia (Związek Producentów Audio Video)              | 2              |
| Portugal (Portugal Digital Songs)                      | 3              |
| Reino Unido (UK Singles Chart)                         | 1              |
| Chéquia (IFPI Česká Republika)                         | 10             |
| Suécia (Sverigetopplistan)                             | 1              |
| Suíça (Schweizer Hitparade)                            | 3              |
| União Europeia (Euro Digital Songs)                    | 1              |

### Certificações
| País (Empresa)             | Certificação |
| -------------------------- | ------------ |
| Austrália (ARIA)           | 2× Platina   |
| Áustria (IFPI Áustria)     | Ouro         |
| Bélgica (BEA)              | Ouro         |
| Canadá (Music Canada)      | 2× Platina   |
| Dinamarca (IFPI Dinamarca) | 4× Platina   |
| Espanha (PROMUSICAE)       | Ouro         |
| Estados Unidos (RIAA)      | Platina      |
| Itália (FIMI)              | 5× Platina   |
| Nova Zelândia (RMNZ)       | 3× Platina   |
| Polônia (ZPAV)             | Platina      |
| Reino Unido (BPI)          | Platina      |
| Suécia (GLF)               | 7× Platina   |
| Suíça (IFPI Suíça)         | Ouro         |